# Sępolia
Sępolia (Saintpaulia  H.Wendl.) – rodzaj bylin z rodziny ostrojowatych.  Należy do niego 20 gatunków pochodzących z Afryki.

## Systematyka
Pozycja systematyczna według APweb (aktualizowany system APG III z 2009)
Należy do rodziny ostrojowatych (Gesneriaceae) Dumort., która jest jednym z kladów w obrębie rzędu jasnotowców (Lamiales) Bromhead z grupy astrowych spośród roślin okrytonasiennych.
Pozycja w systemie Reveala (1993-1999)
Gromada okrytonasienne (Magnoliophyta Cronquist), podgromada Magnoliophytina Frohne & U. Jensen ex Reveal, klasa Rosopsida Batsch, podklasa jasnotowe (Lamiidae Takht. ex Reveal), nadrząd  Lamianae Takht., rząd jasnotowce (Lamiales Bromhead), rodzina ostrojowate (Gesneriaceae Dumort.), rodzaj sępolia (Saintpaulia H.Wendl.).
Gatunki
| - Saintpaulia ionantha – sępolia fiołkowa - Saintpaulia brevipilosa - Saintpaulia confusa - Saintpaulia dificilis - Saintpaulia diplotricha - Saintpaulia goetzeana - Saintpaulia grandifolia - Saintpaulia groetii - Saintpaulia inconspicua - Saintpaulia intermedia | - Saintpaulia magungensis - Saintpaulia nitida - Saintpaulia orbicularis - Saintpaulia pendula - Saintpaulia pusilla - Saintpaulia rupicola - Saintpaulia shumensis - Saintpaulia teitensis - Saintpaulia tongwensis - Saintpaulia velutina |

## Zastosowanie
Roślina ozdobna: Wiele gatunków z tego rodzaju uprawia się jako rośliny doniczkowe. Z wyselekcjonowanych dzikich gatunków uzyskano rośliny do uprawy doniczkowej, co roku pojawia się w sklepach wiele nowych odmian tej rośliny. Różnią się one głównie zabarwieniem płatków.